# 佐藤道輔
佐藤 道輔（さとう みちすけ、1938年9月8日 - 2009年6月16日）は都立高校の野球部監督。

## 来歴・人物
宮城県生まれ。宮城県仙台第二高等学校を経て、早稲田大学卒。都立校の社会科教諭（おもに日本史）で、野球部顧問を兼務した。
大学卒で最初に赴任したのは都立大島高校である。その活動などを著書にしたことから多くの部員志望者が集まった。その後、都立昭和高校、都立久留米高校を経て都立東大和高在職中の野球部は1978年、1985年の西東京大会に準優勝した。後年、東京都高野連理事としても活動していた。また、教え子の桜井国弘が青年海外協力隊としてペルーに赴任。野球の指導に関わった際、野球用具やユニフォームなどを提供し、自身もペルーを訪れて野球の普及に尽力した。夫人も教員であったが子供はいなかった。

### 全員野球
大所帯となった野球部に対して、14人のベンチ入りメンバーに限る試合より球場観客席の野球部員も試合に臨めとの指導理念から「全員野球」の言葉も考案した。それは、レギュラーも補欠も関係なく、普段から全員同じ練習量を課す内容だった。なぜなら、高校野球はプロ野球選手養成の場ではなく、野球を通じた高校教育であるという信念ゆえのことであった。
この理念は多くの高校野球指導者へも感銘を与え、そして多くの教え子たちが今も佐藤先生の理念のもとで教育的野球を目指し、また都立校を甲子園へ導いている。

### 都立の星
当時の東大和高野球部は西東京地域の大会シード校に度々選出され、「都立の星」とも報道された。噂を聞きつけた新聞記者が訪れ、仰ることはわかるがレギュラーが特別な練習をしないと甲子園に行けないと言われても、高校野球は教育であると、それを頑なに貫いた。

## 著書
- 『甲子園の心を求めて 高校野球の汗と涙とともに』東宣出版 1975　のち報知新聞社
- 『続・甲子園の心を求めて』報知新聞社 1979
- 『新・甲子園の心を求めて 夢と友情が海を渡った』報知新聞社　1992
- 『ふたたび甲子園の心を求めて 白球、その春夏秋冬』報知新聞社 1998

### 共著
- 『倫理・社会問題集 共通一次対策用』塚田哲男匡編　山川出版社 1979
- 『すばらしい少年野球 野球の好きな少年とお母さんに』樋口秀司共著　報知新聞社 1984
- 『野球ルールの研究 問題と解説』佐藤千春共著　同成社 1984
- 『オゥッス!高校野球 練習・発見・出会い』吉川良共著　同成社 1985
- 『続・オゥッス!高校野球』吉川良共著　本坊書房 1986